# Billboard Hot 100

Logo della Billboard Hot 100

La Billboard Hot 100 è la principale classifica musicale dell'industria discografica statunitense, pubblicata settimanalmente dalla rivista specializzata Billboard. La classifica elenca le canzoni di maggior successo: è basata sulle trasmissioni radio, sullo streaming in rete e sulla vendita dei dischi, insieme alle visualizzazioni del noto sito di video sharing YouTube, ma tenendo in considerazione solo gli Stati Uniti d'America. Viene stilata con criteri che sono cambiati più volte nel corso dei decenni per adattarsi alle mutazioni del mercato e dell'avanzamento tecnologico.
Spesso il successo di un singolo presente in questa classifica determina un notevole innalzamento del suo successo mondiale, vista l'imponenza del mercato musicale statunitense nel mondo.
La prima canzone classificata alla numero uno della Billboard Hot 100 è stata Poor Little Fool di Ricky Nelson, pubblicata il 4 agosto 1958.

## Storia

Logo del 1958.

Quella che conosciamo oggi come Billboard Hot 100 è stata preceduta negli anni quaranta e cinquanta da diverse classifiche separate le quali avevano il compito di definire, tracciare e ordinare il singolo più popolare del giorno. Le classifiche più importanti sono state:
- Best Sellers in Stores (I Più Venduti nei Negozi): era la classificava che ordinava i singoli più venduti. I dati venivano raccolti tramite sondaggi che venivano somministrati ai mercanti in tutta la nazione. È la classifica più vecchia e la sua istituzione risale al 1936.
- Most Played by Jockeys (I Più Suonati dai Conduttori Radiofonici): ordinava le canzoni più suonate dalle radio degli Stati Uniti e i dati venivano riportati dalle stazioni radio stesse e dai Disc Jockey.
- Most Played in Jukeboxes (I Più Suonati nei Jukebox): classificava le canzoni più suonate dei jukebox statunitensi ed è stata per anni la classifica che indicava maggiormente la popolarità delle canzoni tra le varie generazioni, in quanto le radio trasmettevano i migliori singoli Rock and Roll nelle loro playlist. In seguito la Billboard decise di creare una quarta classifica, che con un sistema a punti riuscisse a combinare tutti i fattori che incidevano sulla popolarità di ogni singolo (vendita, trasmissioni in radio e popolarità nei jukebox).

Il 12 novembre 1955 faceva il suo debutto la "The Top 100", la Top 100, compilata sempre da Billboard, destinata a durare non più di qualche anno.
Il 17 giugno 1957 la classifica Most Played in Jukeboxes scomparve. Ciò portò il declino dei jukebox, insieme all'ascesa delle playlist radio, che ormai trasmettevano le migliori canzoni Rock. Stesso destino toccò poi alle classifiche "The Top 100" e "Most Played in Jukeboxes", scomparse il 28 luglio 1958.
La settimana seguente, precisamente il 4 agosto 1958, Billboard introdusse un'unica classifica di singoli che tenesse conto di tutti i generi: la Hot 100. La Hot 100 divenne velocemente lo standard principale dell'industria discografica statunitense, tanto da spingere la stessa Billboard ad abbandonare anche la classifica "Best Sellers in Stores", il 13 ottobre 1958.
Ad oggi, la Billboard Hot 100 è diventata e resta ancora il mezzo principale con il quale si misura la popolarità di una canzone, negli Stati Uniti. La Hot 100 è regolata dai passaggi in radio dei singoli (misurati dalla Nielsen BDS), dai dati di vendita sia fisici che digitali (forniti da Luminate Data) e dalla fruizione dei singoli in streaming, misurata grazie alla collaborazione dei servizi che permettono la fruizione dei singoli stessi.
Con il passare del tempo sono state introdotte molte altre classifiche di sottogeneri musicali e categorie musicali, le quali contribuiscono alla classifica della Hot 100. Le più importanti sono:
- Hot 100 Airplay: comprende approssimativamente 1000 stazioni radio, costituite da diversi generi musicali come R&B, Hip-Hop, Country, Rock, Gospel, musica latina, musica sacra e musica contemporanea per adulti, le quali vengono costantemente monitorate. Le classifiche sono quindi compilate mettendo in ordine i singoli, per il numero stimato di impressions estratto dagli ascoltatori e calcolato facendo riferimento anche all'esatta durata dei passaggi in radio e dei dati forniti da Nielsen Audio.
- Hot Singles Sales: stima semplicemente i singoli fisici più venduti ed è compilata grazie alla combinazione dei report, con la collaborazioni di diversi negozi, ipermercati e negozi online. Il declino delle vendite fisiche dei singoli negli Stati Uniti è stato accompagnato da un declino dell'importanza di questa classifica, che ha perso rilevanza con il passare degli anni.
- Hot Digital Song: indica le vendite digitali tracciate dalla Luminate Data.
- Streaming Songs: introdotta nel 2013 è frutto di una collaborazione tra Billboard, Luminate Data e Music Business Association e misura gli ascolti delle canzoni nelle radio online, la popolarità delle canzoni nei servizi streaming on-demand e il numero di visualizzazioni ricevute dai video musicali online.

## Composizione
La classifica ufficiale viene pubblicata da Billboard ogni martedì. Ecco un esempio di tracciamento settimanale:
- "lunedì, 1º aprile" - tracciamento vendite (inizio settimana);
- "martedì, 2 aprile" - uscita classifica HOT 100[2]
- "mercoledì, 3 aprile" - tracciamento singoli più trasmessi in radio (inizio settimana);
- "domenica, 7 aprile" - tracciamento vendite (fine settimana);
- "martedì, 9 aprile" - tracciamento singoli più trasmessi in radio (fine settimana);

## La classifica negli anni

### Pre-Hot 100
1940 · 1941 · 1942 · 1943 · 1944 · 1945 · 1946 · 1947 · 1948 · 1949 · 1950 · 1951 · 1952 · 1953 · 1954 · 1955 · 1956 · 1957 · 1958

### Hot 100
1959 · 1960 · 1961 · 1962 · 1963 · 1964 · 1965 · 1966 · 1967 · 1968 · 1969 · 1970 · 1971 · 1972 · 1973 · 1974 · 1975 · 1976 · 1977 · 1978 · 1979 · 1980 · 1981 · 1982 · 1983 · 1984 · 1985 · 1986 · 1987 · 1988 · 1989 · 1990 · 1991 · 1992 · 1993 · 1994 · 1995 · 1996 · 1997 · 1998 · 1999 · 2000 ·  2001 ·  2002 ·  2003 ·  2004 ·  2005 ·  2006 ·  2007 ·  2008 ·  2009 ·  2010  ·  2011  ·  2012  ·  2013  ·  2014  ·  2015  ·  2016  ·  2017  ·  2018  ·  2019 · 2020  ·  2021  ·  2022  ·  2023  ·  2024  ·  2025

### 2000
In quest'anno, sono nate molte nuove stelle, come la Billboard Hot 100 dimostra; tra i singoli di maggior successo dell'anno in America possiamo mettere:
- Smooth dei Santana. Il pezzo è riuscito a rimanere solo due settimane in cima alla prestigiosa classifica, in quell'anno; infatti la traccia è stata in classifica le ultime 10 settimane dell'anno precedente in classifica, però solo per 14 giorni. Nel 2000 invece è stata parecchie volte sul podio e nella top ten: è in top5 della classifica dell'intero anno targata sempre "Billboard". Nel 1999 fu presente un'altra hit del gruppo, Maria Maria: il singolo ha avuto la vita più longeva dell'anno in cima alla Billboard Hot 100 standoci per ben 10 settimane, toccando il podio della classifica definitiva dell'intero anno 2000 sempre stilata da "Billboard Hot 100".
- Say My Name del celebre gruppo femminile R&B Destiny's Child quando loro avevano poco meno di 20 anni. Il singolo è stato un tormentone primaverile, stando tre volte in vetta consecutivamente, che ha portato il gruppo a piazzare la loro seconda numero una nella classifica: la prima loro "number one" fu Bills, Bills, Bills del 1999. Lo stesso anno il gruppo ha piazzato la loro terza numero uno Independent Women Part I per ben sette settimane consecutive, in vetta, diventando un nuovo successo del gruppo, ma non è finita qui: quell'anno anche il singolo Jumpin' Jumpin' del medesimo gruppo, ha avuto ottime accoglienze, pur mai presentandosi alla vetta, ma comunque diventando uno dei 20 maggiori successi dell'anno.

In quell'anno però le future stelle non mancavano:
- What a Girl Wants della cantante pop Christina Aguilera è stata in vetta per due settimane, ma l'artista sfornò altre hit quell'anno, come ad esempio Come on Over (All I Want Is You), singolo che rimase per ben un mese in classifica. A quei tempi la cantante veniva dall'ottimo successo del 1999 del famoso brano Genie in a Bottle che ha portato ai successivi singoli estratto dal suo fortunato album d'esordio ad avere anche loro un notevole successo.

Tra gli altri singoli famosi in quell'annata possiamo trovare:
- Music di Madonna (in vetta per un mese)
- Oops!...I Did It Again dell'allora esordiente cantante pop Britney Spears
- Breathe della cantante Faith Hill
- There You Go della cantante rock/pop Pink (cantante)

Tra i cantanti più di successo in quell'anno nel continente oltre ai citati su, possiamo trovare: Jessica Simpson, Eminem, Jennifer Lopez, Marc Anthony, Aaliyah, Enrique Iglesias, e i Savage Garden con altri gruppi rock.

### 2003
Nel 2003 la Billboard Hot 100 non ha avuto molte vette, in un intero anno solo 12 brani sono riusciti ad avere quel "grande onore"; tra i singoli di maggior successo dell'anno possiamo mettere:
- Crazy in Love di Beyoncé; il singolo si può definire il tormentone del 2003, anche perché è tra i pezzi più venduti dell'intero anno. Beyoncé, dopo aver ottenuto successo con il gruppo R&B Destiny's Child, intraprende una carriera di solista all'età di circa 22 anni; molti cantanti che lasciano un qualsiasi gruppo che li ha resi "famosi" poco o molto, per fare i solisti, di solito prendono solo delusioni nel music-business, oppure spesso si mostrano un "fuoco di paglia", invece per questa ragazza con un enorme talento vocale, gli va davvero bene. Questo singolo rimane ben 8 settimane in vetta, il singolo più longevo dell'anno insieme ad una canzone di 50 Cent. Ma per la ragazza già piena di soddisfazioni un'altra hit è pronta: secondo singolo del suo primo fortunato album da solista, Baby Boy in duetto con Sean Paul riesce a stare ben 9 settimane in vetta, dando a Beyoncé l'onore di dominare per ben 17 settimane la classifica. Non è finito qui: come per il gruppo da cui proviene Destiny's Child in ogni album ogni singolo estratto diventa una hit, anche minore: Me, Myself and I diventa un altro successo, terzo singolo estratto, non arriva alla vetta, ma parecchie volte in top20, e ci sarà anche un altro singolo "03' Bonnie & Clyde" che avrà un moderato successo. La sua fortunata carriera continuerà e Beyoncé pubblicherà altri album ancora con più successo del primo, acquistando una fama plateale soprattutto in America.
- Rock Your Body di Justin Timberlake; anch'esso proveniente da una band, il famoso gruppo maschile pop 'N Sync, pubblica il suo primo album da solista, che ha un successo planetario, sorprendendo tutti, anche perché proveniva da un gruppo; questo singolo segna un po' l'inizio dell'era "timberlake" e dell'era "soft dance". Questo singolo mai andato in vetta, diventa un successo, soprattutto in America, anche se con il suo secondo album del 2006 riuscirà a consolidare la sua fama, anche in Europa. Del primo album, la classifica ricorda anche il famoso brano Cry Me a River
- In da Club del rapper 50 Cent, rimane in vetta ben 9 settimane, diventando il singolo più di successo dell'anno, dati stilati sempre da Billboard definitivi dell'anno intero, altra soddisfazione per il cantante rap.
- Get Busy del cantante giamaicano Sean Paul è solo 3 settimane in cima alla classifica, ma questo non gli impedisce di toccare svariate volte il podio, "scalino" che gli verrà concesso anche nella classifica definitiva dell'anno. Il cantante acquista fama anche grazie al duetto con Beyoncé in Baby Boy ed in altri duetti.

Tra gli altri singoli famosi in quell'annata possiamo trovare:
- Lose Yourself del cantante rap Eminem (in vetta per un mese nella prestigiosa classifica)
- All I Have della cantante pop Jennifer Lopez con LL Cool J (in vetta per un mese)
- Scandalous unica hit del gruppo femminile pop Mis-Teeq
- Beautiful un'altra hit per la cantante pop Christina Aguilera: per lei però ci furono ancora altre hit come Fighter o Can't Hold Us Down

Tra cantanti di successo nel continente americano in quell'anno oltre quelli citati su troviamo: R. Kelly, Nelly, Aaliyah, Kelly Clarkson, Ashanti, Norah Jones, Snoop Dogg, ed anche un'allora debole Mariah Carey.

### 2004
Nel 2004 13 singoli hanno raggiunto la vetta della classifica. Tra i maggiori successi dell'anno ricordiamo:
- Yeah!, del cantante Usher in collaborazione con i rapper Ludacris e Lil Jon. La canzone è rimasta ben 12 settimane in prima posizione diventando il maggiore successo dell'anno. La canzone differisce parecchio dal resto della produzione di Usher, che normalmente di genere R&B, mentre Yeah! è un brano crunk, un genere musicale che miscela le sonorità pop rap a quelle dance e elettroniche. Il singolo diventa anche un enorme successo in tutto il mondo finendo per vendere più di 6 milioni di copie. Oltre a Yeah! Usher ebbe altre tre numero uno: la ballata Burn, il duetto con Alicia Keys My Boo e Confessions Part II. La prima ottiene un gran successo restando alla numero uno per altre otto settimane non consecutive. Anche la seconda ebbe un successo più che soddisfacente restando per sei settimane alla numero uno, mentre l'ultima ebbe un successo più moderato e rimase solo due settimane in cima alla classifica. In totale nel 2006 Usher rimase alla numero uno per la bellezza di 28 settimane.
- Goodies, della cantante Ciara featuring il rapper Petey Pablo. Il singolo di debutto della giovane Ciara rimase ben 7 settimane in vetta alla classifica. La canzone, anch'essa di genere crunk rappresenta una dichiarazione di indipendenza femminile ed è il maggior successo della cantante in patria. La canzone divenne un successo anche in altri paesi come il Regno Unito o la Germania.
- Drop It like It's Hot dei rapper Snoop Dogg e Pharrell. La canzone rimase alla numero uno per tre settimane e stupì parecchio i critici per il suo stile minimalista differente dagli altri brani rap.

Tra gli altri brani di successo troviamo:
- I Believe della vincitrice dell'edizione del 2004 Fantasia Barrino
- Lean Back del gruppo rap Terror Squad, in vetta per quattro settimane
- Slow Jamz del rapper Twista con la partecipazione di Kanye West e Jamie Foxx

Tra i cantanti di successo di quell'anno troviamo Maroon 5, Outkast, Alicia Keys, Britney Spears, Evanescence, Destiny's Child e Beyoncé.

### 2011
Katy Perry risulta essere la regina dell'anno riuscendo a piazzare ben cinque singoli: California Gurls, Teenage Dream, Firework, Last Friday Night, E.T. provenienti dal suo secondo album Teenage Dream, tutti alla numero 1 della Billboard, eguagliando il record detenuto per anni da Michael Jackson

### 2016
Il 2016 ha portato diversi successi a rimanere a lungo nella classifica. Tra questi possiamo annoverare:
- Le ultime tre settimane di permanenza di Hello di Adele che così raggiunse le dieci settimane
- Dal 23 gennaio al 3 febbraio invece si delineò uno dei protagonisti dell'anno, Justin Bieber, che spopolò lungamente con Sorry per poi ricomparire brevemente al numero uno della classifica con Love Yourself. Tutto l'album Purpose in generale fece bene, portando buone posizioni anche per brani come Company.
- Fa la parte del leone Drake che riesce a tenersi per ben 19 settimane non consecutive la vetta della classifica, dapprima comparendo come featured artist nella canzone di Rihanna Work (che segna anche un importante ritorno alla numero uno per la barbadiana) ma soprattutto con il fortunato singolo One Dance dove duetta con Wizkid e Kyla. Il vero tormentone del rapper però è Hotline Bling con il quale conquista tutte le radio.
- Per quattro settimane torna anche ai vertici Sia che porta la sua Cheap Thrills, in duetto con il giamaicano Sean Paul a svettare. Riuscirà a guadagnare un undicesimo posto nella classifica di fine anno
- Scoppia anche definitivamente il fenomeno Chainsmokers che diventano la hit musicale del momento con Closer, un duetto con Halsey, che li porta per dodici settimane in testa alla prestigiosa classifica. Precedentemente il duo era riuscito a fare ottimi risultati anche con Roses e Don't Let Me Down.
- Con Panda assistiamo anche all'esordio del giovane rapper Desiigner che solo nel corso del 2016 riesce a raggiungere la vetta per poi lasciarla dopo due settimane. Piccolo successo per lui anche con la successiva Tiimmy Turner.
- La fine dell'anno vede infine al numero uno Black Beatles, pezzo con il quale finalmente Rae Sremmurd riescono per la prima volta ad ottenere la prima posizione ed a mantenerla per sette settimane complessive di cui sei nel 2016.

Una breve permanenza alla numero uno anche per Zayn, diventato da poco solista, e per Justin Timberlake, che torna sulle scene con la colonna sonora di Trolls.
Sebbene non raggiungano mai il primo posto sono da segnalare anche i Twenty One Pilots che sbocciano definitivamente, i Lukas Graham, Flo Rida, Mike Posner che impazza radiofonicamente con la sua I Took a Pill in Ibiza, le Fifth Harmony, i DNCE (nuovo progetto discografico di Joe Jonas), Shawn Mendes, Calvin Harris, Alessia Cara, i Major Lazer, Charlie Puth, The Weeknd, Selena Gomez, Nicki Minaj e le giovanissime Hailee Steinfeld e Daya.

### 2018
Lucid Dreams di Juice Wrld

### 2019
- Old Town Road di Lil Nas X e Billy Ray Cyrus infrange il record di Mariah Carey e diventa il singolo con più settimane alla prima posizione, ben diciannove.
- Swae Lee, Bradley Cooper, i Jonas Brothers, Lil Nas X, Billy Ray Cyrus, Billie Eilish, Shawn Mendes, Lizzo, Lewis Capaldi e Selena Gomez ottengono la loro prima #1 all’interno della classifica.
- Billie Eilish è la prima artista nata dopo il 2000 a piazzare un singolo alla posizione numero uno.
- Ariana Grande è la prima artista solista ad occupare simultaneamente le prime tre posizioni della classifica (rispettivamente 7 Rings, Break Up with Your Girlfriend, I'm Bored e Thank U, Next).
- Per la prima volta dal 1987, due duetti (Shallow e Señorita) raggiungono la vetta della classifica.
- Lizzo raggiunge la posizione numero uno con il singolo Truth Hurts, pubblicato nel 2017. Lizzo è dunque la terza rapper (dopo Lauryn Hill e Cardi B) a raggiungere la prima posizione con una canzone da solista e il singolo diventa la numero uno più longeva nella classifica, per quanto riguarda il rap femminile, eguagliando  Fancy.
- All I Want for Christmas Is You di Mariah Carey raggiunge la prima posizione dopo 25 anni dal rilascio. È il primo singolo natalizio a essere numero uno in classifica.

### 2020
- Roddy Ricch, Kid Cudi, Doja Cat, Nicki Minaj, Megan Thee Stallion, DaBaby, 6ix9ine, Harry Styles, i BTS, M.I.A., Jawsh 685, 24kGoldn e Iann Dior raggiungono la prima posizione per la prima volta.
- Grazie a Stuck with U, Rain on Me e Positions Ariana Grande diventa la prima artista a debuttare in cima alla classifica cinque volte. Inoltre, Rain on Me è la prima collaborazione femminile a debuttare in prima posizione.
- Trollz di 6ix9ine e Nicki Minaj registra la più grande caduta per una canzone che ha debuttato in prima posizione, perdendo ben 31 posizioni.
- Il record per la più grande caduta registrato da Trollz viene in seguito battuto da Willow di Taylor Swift, che dopo aver debuttato in prima posizione perde 37 posizioni la settimana seguente.

### 2024
Laura Pausini è la prima artista donna italiana ad entrare nella classifica con Se fue, duetto con il cantante portoricano Rauw Alejandro. In passato altri artisti uomini o band erano già riusciti nell'intento, tra cui Domenico Modugno e i Måneskin.